# Hürriyet Gücer
Hürriyet Gücer est un footballeur turc né le 25 octobre 1981 à Ankara. Il évolue actuellement à Eskişehirspor au poste de milieu de terrain défensif.

## Statistiques détaillées
Dernière mise à jour le 24/05/2010.
| Saison    | Club                  | TOTAL  | TOTAL | Championnat | Championnat | Championnat | Coupe d'Europe | Coupe d'Europe | Coupe d'Europe | Coupes Nationales | Coupes Nationales |
| Saison    | Club                  | Matchs | Buts  | Division    | Matchs      | Buts        | Type           | Matchs         | Buts           |                   |                   |
| Saison    | Club                  | Matchs | Buts  | Division    | Matchs      | Buts        | Type           | Matchs         | Buts           | Matchs            | Buts              |
| --------- | --------------------- | ------ | ----- | ----------- | ----------- | ----------- | -------------- | -------------- | -------------- | ----------------- | ----------------- |
| 1998-1999 | Ankaraspor            | 9      | 1     | Lig B       | 9           | 1           | -              | -              | -              | -                 | -                 |
| 1999-2000 | Ankaraspor            | 24     | 4     | Lig B       | 22          | 3           | -              | -              | -              | 2                 | 1                 |
| 2000-2001 | Ankaraspor            | 32     | 0     | 2. Lig      | 31          | -           | -              | -              | -              | 1                 | -                 |
| 2001-2002 | Ankaraspor            | 36     | 2     | Lig A       | 35          | 2           | -              | -              | -              | 1                 | -                 |
| 2002-2003 | Ankaraspor            | 34     | 1     | Lig A       | 31          | 1           | -              | -              | -              | 3                 | -                 |
| 2003-2004 | Ankaraspor            | 31     | 1     | Lig A       | 31          | 1           | -              | -              | -              | -                 | -                 |
| 2004-2005 | Ankaraspor            | 31     | 0     | Süperlig    | 30          | -           | -              | -              | -              | 1                 | -                 |
| 2005-2006 | Ankaraspor            | 30     | 1     | Süperlig    | 30          | 1           | -              | -              | -              | -                 | -                 |
| 2006-2007 | Ankaraspor            | 32     | 1     | Süperlig    | 29          | 1           | -              | -              | -              | 3                 | -                 |
| 2007-2008 | Ankaraspor            | 33     | 0     | Süperlig    | 29          | -           | -              | -              | -              | 4                 | -                 |
| 2008-2009 | Ankaraspor            | 33     | 1     | Süperlig    | 24          | 1           | -              | -              | -              | 9                 | -                 |
| 2009-2010 | Ankaraspor            | 4      | 0     | Süperlig    | 4           | -           | -              | -              | -              | -                 | -                 |
| 2009-2010 | MKE Ankaragücü (Prêt) | 29     | 1     | Süperlig    | 26          | 1           | -              | -              | -              | 3                 | -                 |